# آلرژن
 آلرژی‌زا، حساسیت‌زا یا  آلرژن (به انگلیسی: Allergen)، نوعی آنتی‌ژن است که سبب واکنش غیرطبیعی و شدید سیستم ایمنی می‌شوند. آلرژن‌ها طیف وسیعی دارند که می‌توانند در مواد مختلف وجود داشته باشند. برای مثال پروتئین آلفا اس، یک کازئین موجود در شیر گاو که می‌تواند سبب آلرژی به شیر شود. یا آلرژن‌های دارویی که می‌تواند سبب آنافیلاکسی شود. معمولاً آلرژن‌ها از طریق ایمونوگلوبولین ای سبب ایجاد واکنش‌های ازدیاد حساسیت می‌شوند.